# معركة فاليرنوس
دارت  معركة فاليرنوس  بين القوات القرطاجية بقيادة حنبعل والقوات الرومانية بقيادة فابيوس ماكسيموس خلال الحرب البونيقية الثانية.
بعد انتصاره في معركة بحيرة تراسمانيا في إيطاليا عام 217 ق.م، سار حنبعل بجيشه جنوباً نحو كامبانيا، إلى أن وصل القرطاجيون إلى مقاطعة «فاليرنوم»، وهو وادي نهري خصب تحيط به الجبال. كان فابيوس ماكسيموس دكتاتور وقائد القوات الرومانية قد إتخذ إستراتيجية جديدة وهي عدم مواجهة حنبعل إلا في ظل ظروف مواتية (استراتيجية فابيان). قرر فابيوس احتلال جميع المعابر النهرية والممرات الجبلية المؤدية للخروج من الوادي، وبالتالي حبس القرطاجيين في الداخل بعد تجريد المنطقة من الحبوب والماشية وغيرها من المؤن. استخدم حنبعل إحدى تكتيكاته الرائعة لاستدراج الرومان بعيدا عن أحد المعابر. وعلى الرغم من احتجاجات ضباط فابيوس الذي كان يخيم بالقرب من ذلك الممر، رفض فابيوس الهجوم على الجيش القرطاجي وهكذا نجا من الفخ سالما.

## الطرفين قبل المعركة
بعد انتصار القرطاجيون في معركة بحيرة تراسمانيا، انسحب الجيش الروماني إلى ريميني. لم يهاجم حنبعل روما مما أثار العديد من التكهنات، بدلاً من ذلك سار الجيش القرطاجي نحو الجنوب الشرقي إلى أومبريا. قرر حنبعل اجتياح الريف، ثم قرر إراحة جيشه الذي كان يعاني من داء الإسقربوط. أعاد حنبعل ترتيب جيشه مستفيدا من عدم وجود جيش روماني بالقرب منه، مما أعطاه حرية اختيار مهمته التالية دون عوائق.
كانت أخبار الهزيمة في بحيرة ترانسمانيا، قد أصابت الرومان بالذعر وانتشرت الفوضى في روما. قرر مجلس الشيوخ الروماني والشعب انتخاب ديكتاتور لقيادة الرومان في تلك الفترة الحرجة. انتخب فابيوس ماكسيموس ديكتاتوراً للستة أشهر المقبلة، كما تم اختيار ماركوس روفوس قائداً للفرسان.
كانت مهمة فابيوس الأولى هي استعادة الروح المعنوية للشعب الروماني، وإعداد وسائل الدفاع عن روما، خدمه حظه عندما لم يهاجم حنبعل روما بعد هزيمة الرومان في معركة بحيرة تراسمانيا. تم إصلاح أسوار المدينة، وتم تكليف روفوس بجمع فيلقين رومانيين وفيلقين من حلفاء الرومان بالإضافة لوحدات من الفرسان للدفاع عن المدينة وجمعهم في مدينة تيفولي القريبة. وعندما أصبح من الواضح أن حنبعل لن يسير نحو روما، غادر فابيوس روما ليتولى قيادة جيش جنايوس جيمينوس بالقرب من نارنيا، ثم إنضم إلى قوات روفوس في تيفولي وساروا نحو بوليا. لجأ فابيوس ماكسيموس إلى إستراتيجية جديدة بألا يواجه حنبعل إلا في ظروف مناسبة تضمن له الانتصار.
في الوقت الذي كان الرومان فيه مشغولين بإعادة تجهيز جيوشهم، سار حنبعل جنوباً وببطء. وبعد أن أراح جيشه، سار خلال وسط إيطاليا لجمع الحبوب والمواشي والمؤن، ثم سار بمحاذاة الشاطئ قبل أن يتحول للمسير غرباً بالقرب من بلدة «آربي». خيم الجيش الروماني بقيادة فابيوس على بعد ستة أميال، حيث حاول حنبعل استفزاز الرومان لخوض معركة، ولكن فابيوس تجاهل هذه الاستفزازات. قرر الرومان أن يسيروا بمحاذاة القرطاجيين على مسافة بعيدة على المرتفعات، لحرمان الفرسان القرطاجيين من أي ميزة وليبقى دائما بين روما والقرطاجيين.
أعطت هذه الاستراتيجية لحنبعل زمام المبادرة، وفشل فابيوس في منع الجيش القرطاجي من السلب والنهب وتدمير المدن الرومانية والإيطالية المتحالفة مع الرومان، لكنها اكسبت الجيش الروماني خبرات قتالية لا تقدر بثمن وأبقته سالماً. أمضى حنبعل الصيف في جمع المؤن. بعد أن فشل حنبعل في استدراج فابيوس للقتال، قرر مهاجمة فاليرنوس لإظهار عدم قدرة الرومان على الدفاع عن الإيطاليين وممتلكاتهم. قرر فابيوس استغلال الفرصة ومحاولة احتجاز القرطاجيين داخل أحد السهول الجبلية في الطريق إلى فاليرنوس.
وزع فابيوس جنوده عند منافذ السهل الجبلي بعد أن استطاع احتجاز القرطاجيين داخل السهل، ثم انتظر حتى تنفذ مؤنهم. تعرض فابيوس لإنتقادات من قبل مجلس الشيوخ بسبب سياسته هذه، فقد طالبه المجلس وقواده بمهاجمة القرطاجيين المحتجزين داخل السهل، مما إضطر فابيوس لإرسال 400 فارس لمناوشة القرطاجيين إلا أن الفرسان القرطاجيين بقيادة قرطالو سحقوهم.

## المعركة
قرر حنبعل أن يكسر الحصار ويغادر السهل الجبلي بعد أن بدأ يواجه نقصاً في المؤن. في الوقت ذاته، قرر فابيوس ماكسيموس ألا يخوض المعركة حتى تنتهي فترة ديكتاتوريته أو أن يهاجمه القرطاجيين. لم يكن حنبعل يرغب في أن يبادر بالهجوم حتى لا تزداد خسائره على أيدي الرومان المحصنين في المرتفعات، لذا استمر الوضع لفترة، إلى أن قرر حنبعل بأن يتحرك شرقاً تجاه جبل كاليكولا. توقع فابيوس هذه الخطوة، لذا قرر إرسال 4,000 جندي لسد هذا المعبر الجبلي، كما نقل معسكره الرئيسي على تلة بالقرب من هذا المعبر. كما سارع ماركوس روفوس بالانضمام إلى المعسكر مع فرسانه.
في الليلة التي سبقت المعركة، أمر حنبعل بتناول عشائهم والنوم مبكراً مع ترك نيران المعسكر مشتعلة. أمر حنبعل أيضاً، باختيار 2,000 ثور و 2,000 عبد ليقتادوهم، وأمر 2,000 من حاملي الرماح بحراسة هذه المجموعة. ربط القرطاجيون أخشابا جافة في أذناب الثيران، ثم وجهوا تلك المجموعة نحو الأربعة الآلاف جندي روماني. بعد ذلك، بدأ الجيش القرطاجي يتحرك في هدوء، وعندما اقترب الثيران من الرومان في الممر الجبلي أشعل العبيد الخشب الجاف، وبدأت الثيران المرتعبة في التدافع نحو الممر. جذبت الأضواء والأصوات من انتباه الرومان في معسكر فابيوس، وكذلك حراس الممر الرومان. وكان رد فعل القوى المختلفة.
رفض فابيوس ترك معسكره على الرغم من نداءات ضباطه وإلحاح روفوس، لكي لا يخوض معركة ليلية خوفا من أن تكون هناك خدعة قرطاجية، كما أنها ستُفقد الرومان الأفضلية بالقتال وهم في مرتفعات. وعلى النقيض، انتهزت القوة الرومانية المتمركزة في الممر الفرصة، وتركوا مواقعهم لمهاجمة ما كانوا يظنون أنه الجيش القرطاجي الذي يحاول الفرار عبر الممر. في نفس اللحظة تحرك جيش حنبعل لعبور الممر، مع قواته الإفريقية في المقدمة، خلفهم الفرسان والأمتعة والماشية ثم السلتيين والأيبيريين في حراسة المؤخرة، وهكذا، لم يلق الجيش القرطاجي أي مقاومة أثناء عبوره الممر. اشتبك حاملي الرماح القرطاجيون مع القوة الرومانية، حتى بزوغ الفجر الذي جعل الأمور واضحة، وعندئذ توجهت القوة الرومانية لمهاجمة الجيش القرطاجي، إلا أن المشاة الأيبيريين إعترضوهم عند الممر، الذين تمكنوا من قتل أكثر من 1,000 جندي روماني، وإنقاذ العبيد الذين كانوا يقودون الثيران، وحاملي الرماح وبعض الماشية قبل أن يتدخل الجيش الروماني الرئيسي.

## النتائج
زادت هذه المعركة، من عدم رضا الرومان عن فابيوس وتكتيكاته. وبعد هروبه، تحرك حنبعل شرقا نحو بوليا، بينما استمر فابيوس في ملاحقته بحذر. استخدم فابيوس استراتيجية الأرض المحروقة، لعرقلة تحرك الجيش القرطاجي الذي أجبر على اختيار مدينة «جيرونيوم» كقاعدة له في فصل الشتاء.